# Daybreak
Daybreak (кор. 데이브레이크) — південнокорейський рок-гурт, створений у 2007 році. Вони дебютували 18 вересня 2007 року з альбомом Urban Life Style. Гурт складається з п'яти осіб: Лі Вон Сока, Чон Ю Чона, Кім Сон Іля, Кім Чан Вона та Хон Джуна.
Daybreak виступили на фестивалі Grand Mint Festival 2020, який відбувся на 24–25 жовтня 2020 року в Олімпійському парку в Сеулі, Південна Корея.

## Учасники
- Лі Вон Сок (이원석) — вокал
- Чон Ю Чон (정유종) — гітара
- Кім Сон Іль (김선일) — бас
- Кім Чан Вон (김장원) — клавішні
- Хон Джун (홍준) — ударні (гостьовий учасник)

## Дискографія

### Студійні альбоми
| Назва            | Деталі альбому                                                                                             | Пікові позиції у чартах | Продажі                 |
| Назва            | Деталі альбому                                                                                             | KOR                     | Продажі                 |
| ---------------- | --- | ----------------------- | ----------------------- |
| Urban Life Style | - Реліз: 18 вересня 2007 - Лейбл: LOEN Entertainment - Формат: CD, цифрове завантаження                    | —                       | Н/Д                     |
| Aurora           | - Реліз: 5 серпня 2010 - Лейбл: NHN Entertainment - Формат: CD, цифрове заванатаження                      | —                       | Н/Д                     |
| Spaceensum       | - Реліз: 17 квітня 2012 - Лейбл: Happy Robot Records, NHN Entertainment - Формат: CD, цифрове завантаження | —                       | Н/Д                     |
| With             | - Реліз: 14 червня 2016 - Лейбл: Happy Robot Records, NHN Entertainment - Формат: CD, цифрове завантаження | 11                      | - Південна Корея: 2,397 |

### Живі альбоми
| Назва                                          | Деталі альбому                                                                                             | Пікові позиції у чартах | Продажі |
| Назва                                          | Деталі альбому                                                                                             | KOR                     | Продажі |
| ---------------------------------------------- | --- | ----------------------- | ------- |
| Daybreak Live Summer Madness 2015: The Strings | - Реліз: 12 жовтня 2015 - Лейбл: Happy Robot Records, NHN Entertainment - Формат: CD, цифрове завантаження | —                       | Н/Д     |

### Мініальбоми
| Назва   | Деталі альбому                                                                                            | Пікові позиції у чартах | Продажі |
| Назва   | Деталі альбому                                                                                            | KOR                     | Продажі |
| ------- | --- | ----------------------- | ------- |
| New Day | - Реліз: 19 січня 2010 - Лейбл: Master Plan Production - Формат: CD, цифрове завантаження                 | —                       | Н/Д     |
| Cube    | - Реліз: 22 липня 2014 - Лейбл: Happy Robot Records, NHN Entertainment - Формат: CD, цифрове завантаження | —                       | Н/Д     |

### Сингли
| Назва                                                                            | Рік  | Пікові позиції у чартах | Продажі (DL)             | Альбом               |
| Назва                                                                            | Рік  | KOR                     | Продажі (DL)             | Альбом               |
| -------------------------------------------------------------------------------- | ---- | ----------------------- | ------------------------ | -------------------- |
| «Good» (좋다)                                                                    | 2010 | —                       | Н/Д                      | New Day              |
| «Love Actually» (들었다 놨다)                                                    | 2010 | —                       | Н/Д                      | Aurora               |
| «Mr. Rolling Stone»                                                              | 2011 | —                       | Н/Д                      | Spaceensum           |
| «Shall We Dance?»                                                                | 2011 | —                       | Н/Д                      | Spaceensum           |
| «Silly»                                                                          | 2012 | —                       | - Південна Корея: 32,806 | Spaceensum           |
| «Touch Me»                                                                       | 2013 | 59                      | - Південна Корея: 27,147 | Cube                 |
| «Young Woman» (앞집여자)                                                         | 2013 | 96                      | - Південна Корея: 21,371 | Cube                 |
| «Hot Fresh»                                                                      | 2014 | —                       | - Південна Корея: 18,327 | Cube                 |
| «Beautiful People» (빛나는 사람)                                                 | 2015 | —                       | Н/Д                      | Сингл без альбому    |
| «I Will Fire On Your Mind» (그대 맘에 불을 지펴 줄게요)                          | 2015 | —                       | Н/Д                      | With                 |
| «Mellow»                                                                         | 2016 | —                       | Н/Д                      | With                 |
| «Only Walk The Flower Road» (꽃길만 걷게 해줄게)                                 | 2016 | —                       | - Південна Корея: 18,327 | With                 |
| «Peacefully Tonight» (오늘 밤은 평화롭게)                                        | 2016 | —                       | Н/Д                      | With                 |
| «Why Not?» (왜안돼?)                                                             | 2017 | —                       | - Південна Корея: 18,060 | Сингли поза альбомом |
| «We Fit Well» (우린 제법 잘 어울려요)                                            | 2017 | —                       | Н/Д                      | Сингли поза альбомом |
| «—» релізи, що не потрапили у чарти або не були випущені у відповідних регіонах. |      |                         |                          |                      |

### Колаборації
| Рік  | Назва                         | Інші виконавці |
| ---- | ----------------------------- | -------------- |
| 2012 | «One More Step» (한 걸음 더)  | Yoon Sang      |
| 2013 | «Love Actually» (들었다 놨다) | Sunny Hill     |

### Саундтреки
| Рік  | Назва                        | Альбом                           |
| ---- | ---------------------------- | -------------------------------- |
| 2013 | «Sad Mannequin» (슬픈마네킹) | Must Era Of The Band OST         |
| 2016 | «Spotlight»                  | Courage to be Disliked eBook OST |
| 2016 | «Our Gap-soon» (우리 갑순이) | Our Gap-soon OST                 |
| 2017 | «Mellow»                     | Dr. Romantic OST                 |